# Szilágyi Etel

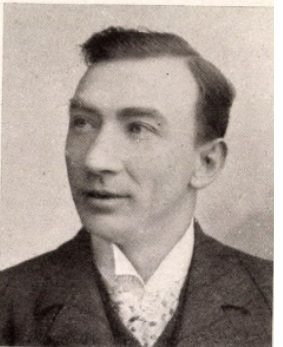
Szilágyi Etel férje Szathmáry Lajos színész portréja a Magyar színművészeti lexikonban (1931)

Szilágyi Etel, Etelka (Zilah, 1862 vagy 1865 – Szentendre, 1944. január 6.) színésznő.

## Életútja
Szilágyi B. János és Kiss Eszter leánya. Színipályára lépett 1885 tavaszán Homokay Lászlónál, mint énekesnő, majd ez év telén Hevesy Józsefnél szerepelt. A vidék kisebb-nagyobb színpadjain működött ezután mint operett- és népszínműénekesnő, majd később áttért a komikai szakmakörre és itt is épp oly kiválóan szerepelt, mint az korábbi években, az ének és tánc terén. 30 évig volt a vidék elismert művésznője és mint ilyen ment 1912-ben nyugdíjba. Nagy repertoárja volt.  Férje Szathmáry Lajos volt, akivel 1892. március 22-én Trencsénben kötött házasságot, második férje Csabay Zsigmond volt. Halálát méhrák okozta 81 éves korában.

## Fontosabb szerepei
- Elise (Dumas: Francillon)
- Pipba (Arthur Sullivan – William Schwenck Gilbert: A mikádó)
- Gonosz mostoha (Kacsóh Pongrác: János vitéz)

## Működési adatai
1886–87: Kövessy Albert; 1887–88: Debrecen; 1889: Gerőfy Andor; 1890: Zajonghy Elemér; 1890–91: Bátossy Endre; 1891–93: Mezei Béla; 1893–94: Csóka Sándor; 1894–95: Monori Sándor; 1897–98: Aranyossy Gyula; 1898–99: Csóka Sándor; 1899–1900: Pesti Ihász Lajos; 1900–1901: Halmai Imre; 1901–03: Balla Kálmán; 1903–05: Polgár Károly; 1905–06: Fehér Károly; 1906–07: Mezey János; 1907–08: Szalkai Lajos; 1908–11: Fehér; 1911: Szabó F.